# Talsperre Eibenstock
Die Talsperre Eibenstock stellt die größte Trinkwassertalsperre im Freistaat Sachsen dar.
Gestaut wird bei Eibenstock östlich von Schönheiderhammer das Wasser der Zwickauer Mulde.

## Geografische Lage
Die Talsperre Eibenstock liegt nach der Naturraumkarte von Sachsen in der Mikrogeochore „Eibenstocker Talsperrengebiet“, die zur Mesogeochore „Eibenstocker Bergrücken“ gehört.

## Zweck

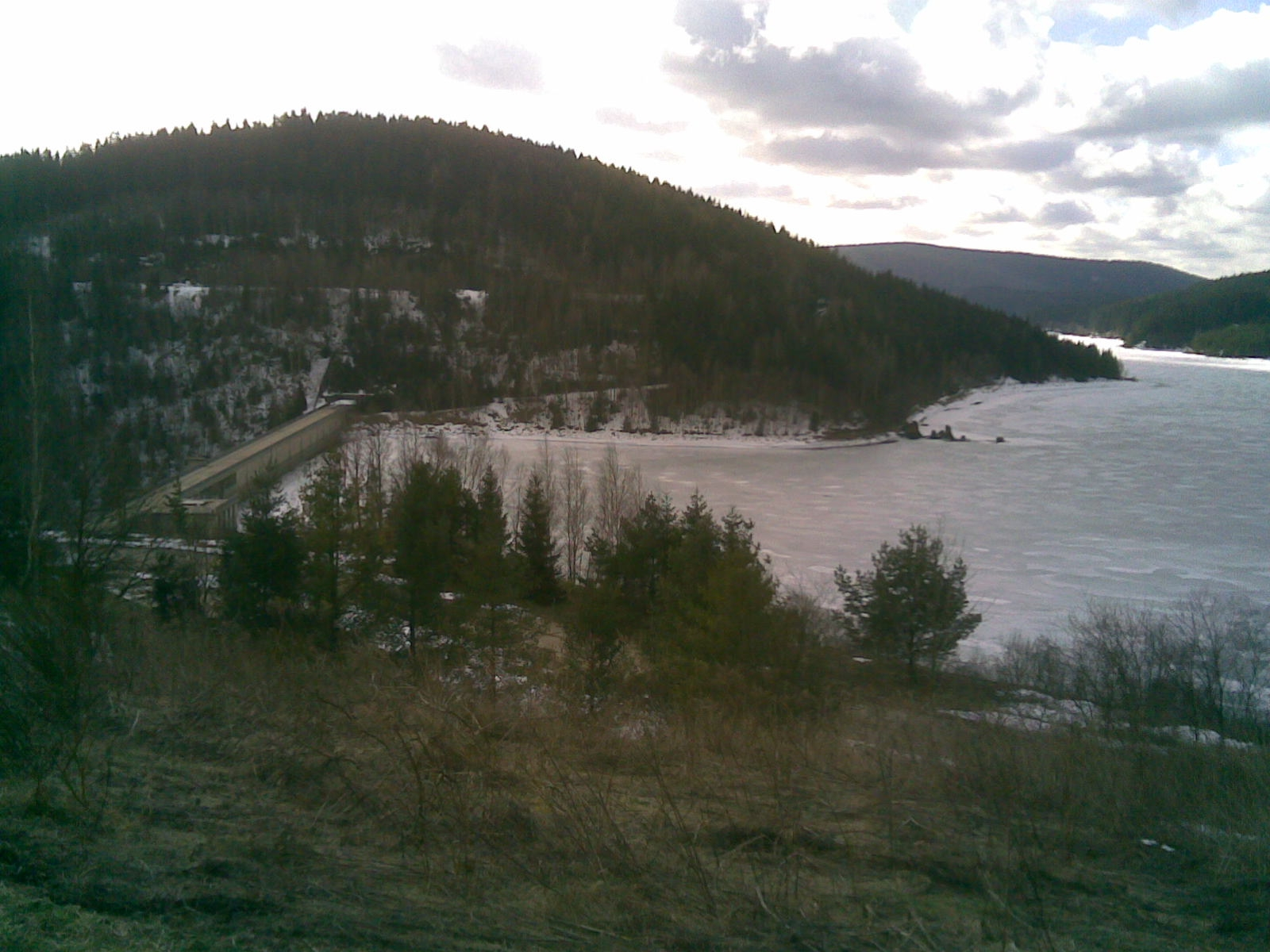
Talsperre Eibenstock im Winter 2010

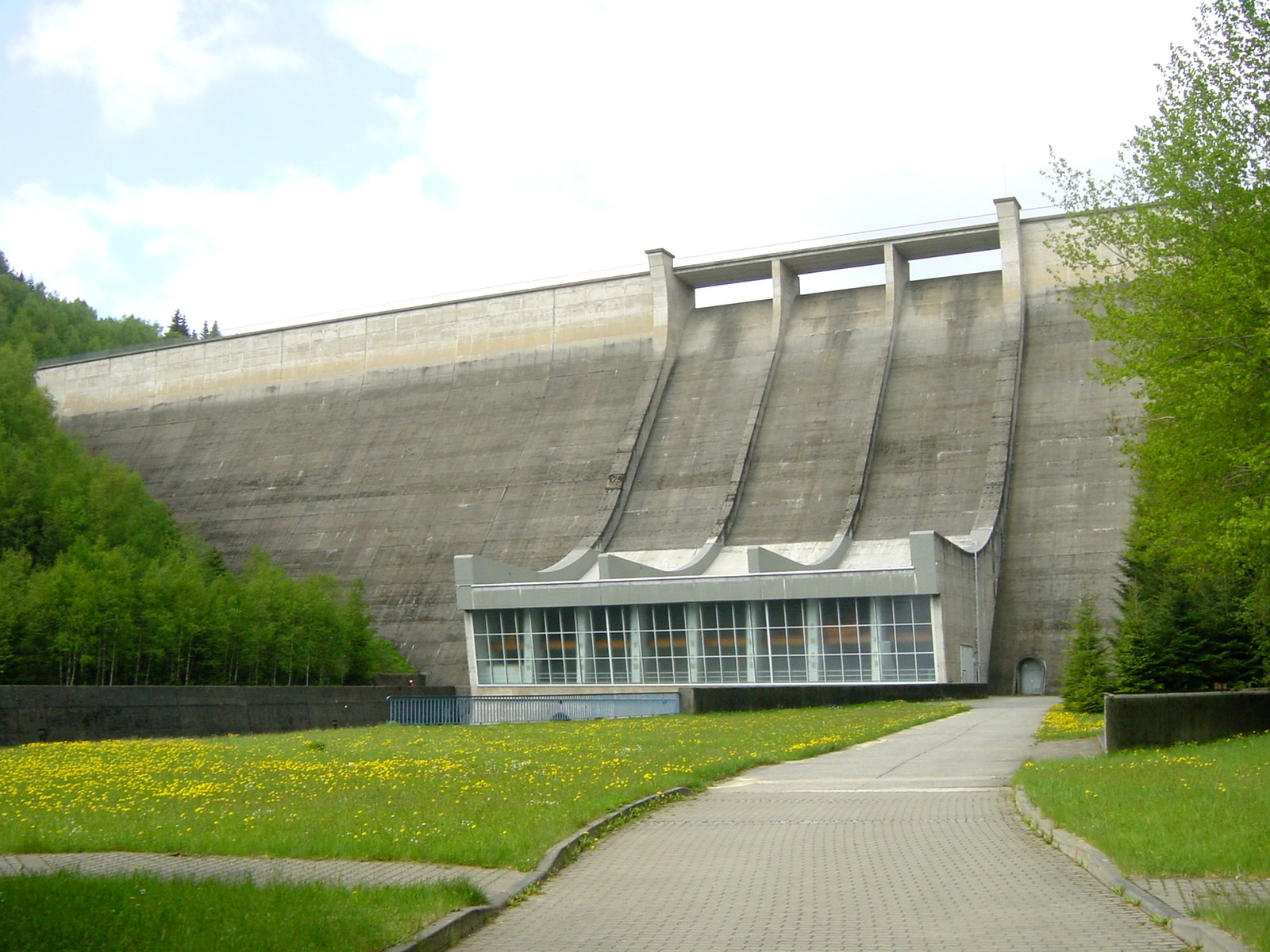
Staumauer luftseitig

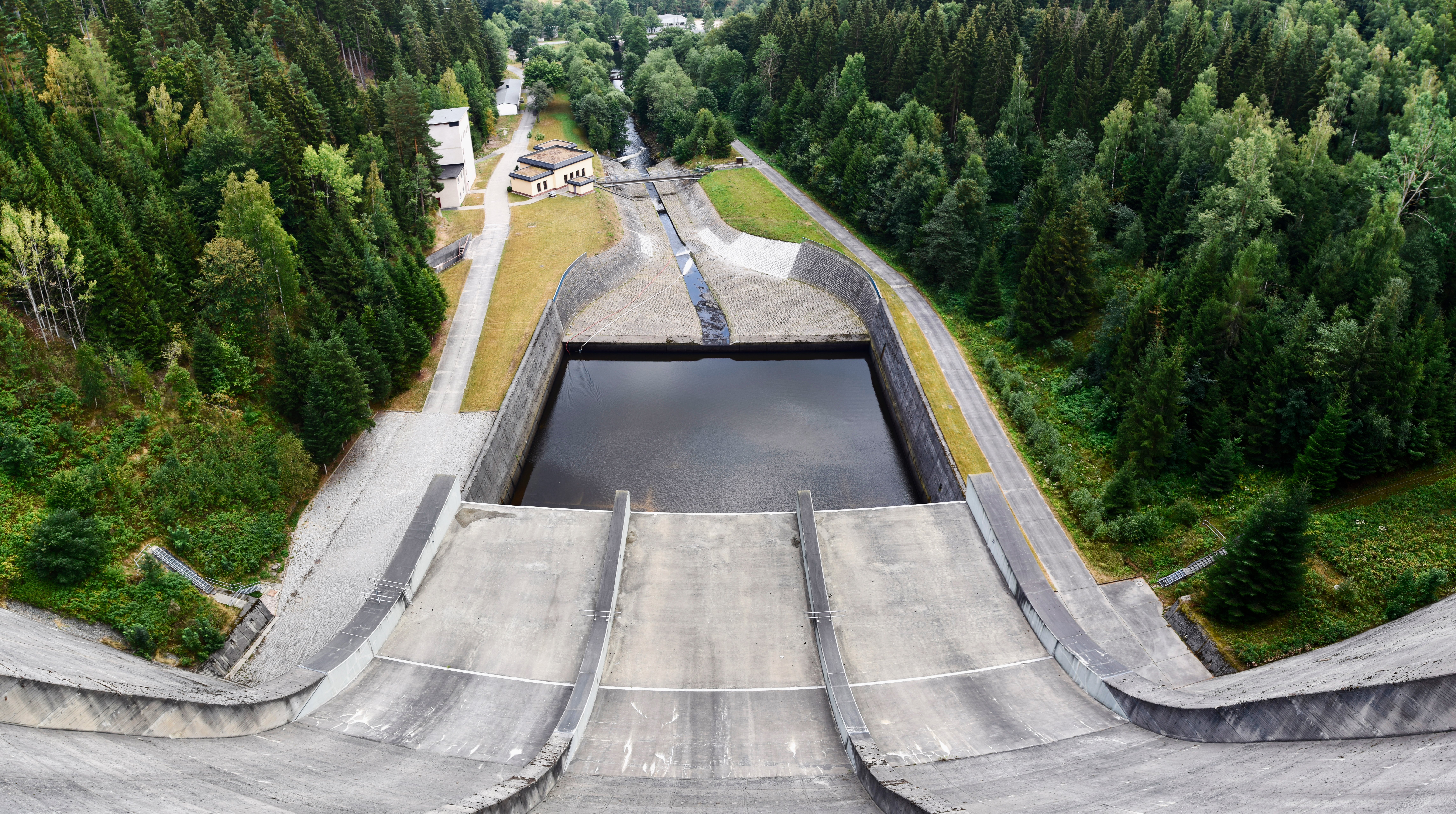
Wasserschanze mit dem unteren Tosbecken

Die Talsperre dient der Trinkwasserversorgung von etwa 600.000 Menschen im Raum Chemnitz und Zwickau, dem Hochwasserschutz, der Niedrigwasseraufhöhung während niederschlagsarmer Zeiten und – in geringem Maße – der Stromerzeugung aus Wasserkraft. Mit ihren Maßen ist sie die zweitgrößte Trinkwassertalsperre auf dem Gebiet der neuen Bundesländer. Von der Talsperre läuft das Rohwasser in einem 11,3 km langen Stollen zum Wasserwerk Burkersdorf.

## Wasserqualität
Die Wasserhärte beträgt 1,75 Grad dH – weich beginnt bei einem Wert von unter 7 Grad dH. Sie steht damit an der fünften Stelle der sächsischen Talsperren. Die Sichttiefe beträgt im Jahresmittel 450 Zentimeter. Baden und Freizeitsport im und auf dem Stausee sind zum Schutz des Trinkwassers nicht möglich. Huminstoffe, die in den Mooren und Wäldern entstehen, werden von den Bächen und Flüssen mitgeführt, die der Zwickauer Mulde zustreben. Dies gilt insbesondere für die im Hochmoor Großer Kranichsee entspringende Wilzsch, einen der größeren Nebenflüsse der Mulde. Unter bestimmten Umständen – bei starken Niederschlägen und während der Schneeschmelze – steigt der Huminstoffgehalt stark an. Seit den 1990er Jahren ist die Konzentration in der Wilzsch immer höher geworden.  Diese Belastung hält die sächsische Talsperrenverwaltung nicht für gesundheitsschädlich und bezeichnet sie als natürliche Einträge, die das Wasser verfärben. Diese könnten aber „zu Qualitätsproblemen führen und müssen in den Wasserwerken aufwendig entfernt werden“. Auch die braune Färbung des Wassers ist durch die Huminstoffbelastung verursacht. Um bei der Talsperre Carlsfeld die Rohwasserqualität zu stabilisieren und die Belastungsspitzen aus Huminstoffen im die Talsperre speisenden Wasser abfangen zu können, wurde im Jahr 2010 durch verschiedene Wasserbauten wie Schaffung eines Vorbeckens, eines Damms, eines Umleitungsgraben und einer Rohrleitung die Möglichkeit geschaffen, das belastete Wasser durch die Talsperre hindurch zu führen. Bei einer großen Belastung mit Huminstoffen wird das an sich der Talsperre zufließende Wasser über ein Verteilerbauwerk in ein Rückhaltebecken geleitet, von wo es über die Rohrleitung durch den Stausee und die Staumauer und unterhalb der Talsperre wieder in die Wilzsch fließt. Bereits beim ersten Einstau nach dem Bau der neuen Anlagen ist nach Feststellung der Landestalsperrenverwaltung eine wesentliche Reduzierung des Huminstoffeintrags eingetreten. Die zur Umleitung des huminstoffbelasteten Wassers genutzte Rohrleitung von 1100 Metern Länge soll so verlängert werden, dass dieses Wasser bis zum Glashüttenbach geführt und dann über diesen Bach und die Große Bockau zur Zwickauer Mulde fließen kann und damit auch die Talsperre Eibenstock nicht belasten würde. Der Planfeststellungsbeschluss der Landesdirektion Chemnitz für dieses Vorhaben wird für das Jahr 2016 erwartet.
Zur Sicherung der Wasserqualität wurde im Jahr 2000 ein Stollen von fast fünf Kilometer Länge in Betrieb genommen, durch den die Abwässer von Eibenstock, Schönheide und Stützengrün um die Talsperre herum direkt in die Kläranlage Wolfsgrün geleitet werden.

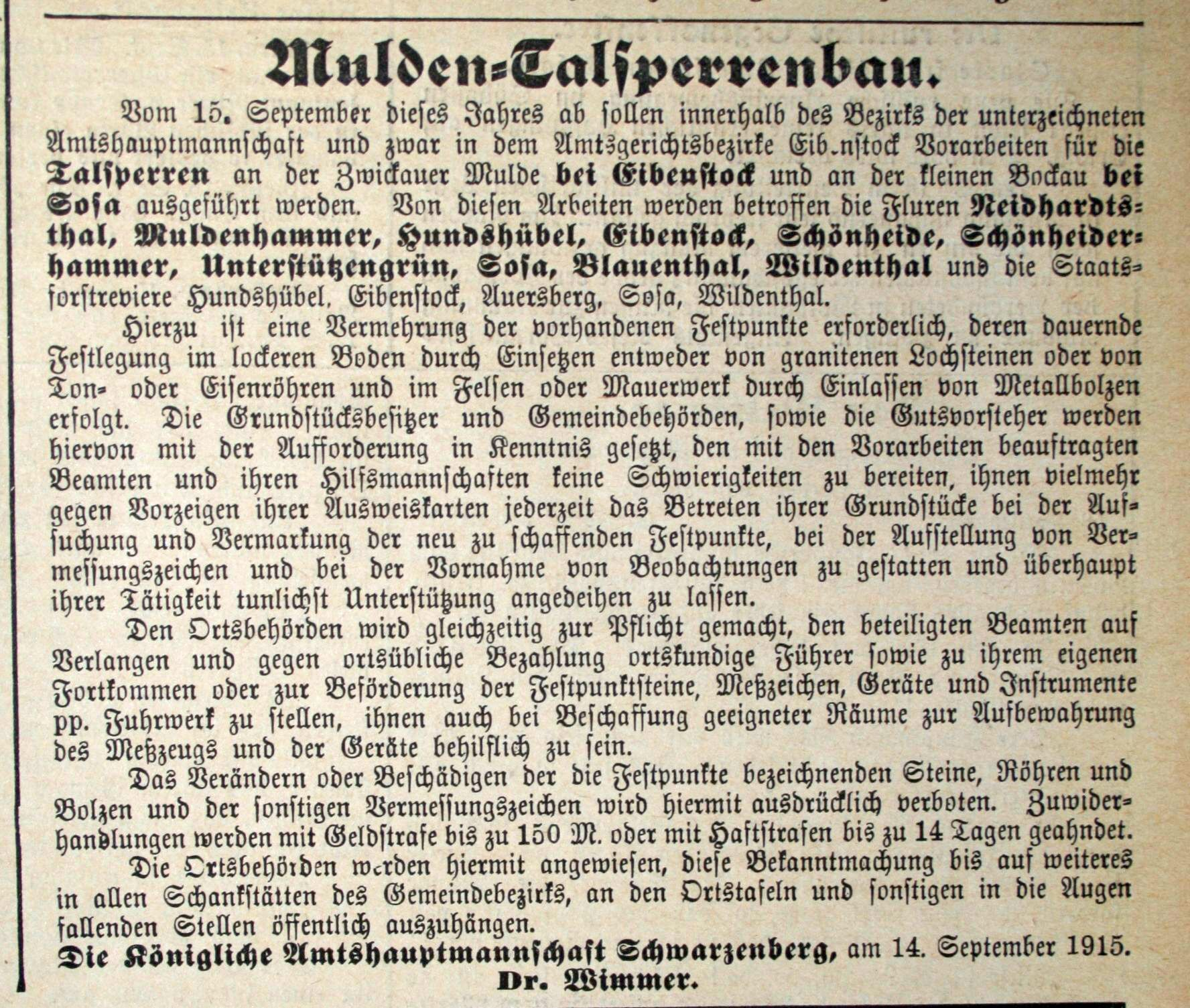
Bekanntmachung über die Talsperre im Jahr 1915

## Geschichte
Schon seit 1890 gab es für das Tal der Zwickauer Mulde im Bereich der heutigen Sperrmauer Pläne für eine Talsperre, die sich im Jahr 1908 verdichteten. So wurden deswegen 1905 Pläne für eine Erweiterung der Papierfabrik Neidhardtsthal aufgegeben. Im September 1915 wurde im Schönheider Wochenblatt von der Königlichen Amtshauptmannschaft Schwarzenberg bekannt gemacht, dass für die Talsperren an der Zwickauer Mulde bei Eibenstock und an der Kleinen Bockau bei Sosa Vorarbeiten durchgeführt würden. Von den Arbeiten seien die Fluren Neidhardtsthal, Muldenhammer, Hundshübel, Eibenstock, Schönheide, Schönheiderhammer, Unterstützengrün, Sosa, Blauenthal und Wildenthal betroffen. Im Jahr 1919 verkündete die sächsische Regierung allerdings, dass das Talsperrenvorhaben aufgegeben werde. Erst die wachsenden Bevölkerungszahlen in Zwickau und Chemnitz gaben in den 1960er Jahren Anlass, die alten Planüberlegungen wieder aufzugreifen.

## Bau
Die Staumauer der Talsperre Eibenstock ist eine gerade Gewichtsstaumauer aus Beton. Die Talsperre wurde von 1974 bis 1984 gebaut; Fertigstellung war 1987, Inbetriebnahme schon 1982. Die erste Teilstauung erfolgte 1980. Die Talsperre hat die Vorsperre Schönheiderhammer und die vier Vorbecken Rähmerbach, Geidenbach, Weißbach, Rohrbach. Der Filzbach (seit den 2000er Jahren vom Land Sachsen in Landkarten und offiziellen Publikationen als Schönheider Bach und Dorfbach Schönheide – mit der Gewässerkennzahl 54115732 – bezeichnet), der früher in Schönheiderhammer in die Zwickauer Mulde mündete, fließt heute direkt in das Wasser der Vorsperre Schönheiderhammer.

## Schutz des Trinkwassers
Oberhalb der Talsperre gab es während des Baus der Talsperre neben den Belastungen des Wassers durch den Straßenverkehr mit polycyclischen Kohlenwasserstoffen, Schwermetallen und Ölen die Belastungen durch die nahe gelegenen Siedlungen Eibenstock, Schönheide und Stützengrün mit großer Einwohnerzahl (1990 zusammen etwa 16.000) und nicht vorhandener bis wenig funktionierender Klärung der Siedlungsabwässer. Dazu kam die in Schönheiderhammer gelegenen Eisengießerei und Faserplattenfabrik, die Kunstlederfabrik in Tannenbergsthal, die Uranerzaufbereitungsanlage in Tannenbergsthal-Schneckenstein, die Fachkrankenhäuser Bad Reiboldsgrün, Carolagrün und Albertsberg sowie die LPG „Vorwärts“ mit Färsenaufzucht in Schönheide. Diese industriell und landwirtschaftlich bedingten Risiken für das Wasser durch Krankheitserreger, wassergefährdende und gesundheitsgefährdende  Stoffe, Nährstoffe (Phosphor-, Stickstoff- und Kohlenstoffverbindungen) erforderten besondere Vorkehrungen in der Konzeption der Talsperre. Zwar ist ihr Einzugsbereich durch 81 % Wald, etwa 8 % landwirtschaftlich genutzte Flächen, 6 % Siedlungs- und Straßenflächen und 4 % Gewässer nicht ungünstig, gleichwohl wurde ein Multibarrierenprinzip konzipiert:
Viele nacheinander folgende Stationen des Wassers müssen so gestaltet werden, dass es mit der bestmöglichen Qualität von der Quelle bis zum Wasserhahn  gelangt. Das beginnt bei der Sanierung des Einzugsgebietes und der Festlegung  eines  Wasserschutzgebietes,  geht  über  den  Bau  von  Vorsperren  und  Vorbecken und die Überwachung des Wassers in den Zuläufen und den Staukörpern bis zur Bewirtschaftung der Talsperre entsprechend dem behördlich festgelegten Wasserwirtschaftsplan und je nach aktueller Situation.
Ein „Wassergütewirtschafts- und Sanierungsprogramm“  hatte das Ziel, „die Phosphorbelastung der Talsperre vom hocheutrophen bis in den mesotrophen Bereich zu verschieben“. Dabei stand das Abwasser – seine Reinigung und seine Ableitung unter Umgehung der Talsperre – im Mittelpunkt der Bemühungen. Schon seit 1981 werden die Abwässer von Faserplattenfabrik und Gießerei Schönheiderhammer sowie eines Teiles der Gemeinden Eibenstock und Schönheide mit einer Druckleitung an der Talsperre vorbei geleitet. Im Jahr 2000 wurde zur Abführung der Abwässer Schönheides ein um die Talsperre herum führender Stollen von 4,9 km gebohrt. Vom Pumpwerk Stützengrün wurde ein Druckleitungssystem von 1,15 km und vom Pumpwerk Hundshübel eine kombinierte Druck- u. Freigefälleleitung von 4,50 km Länge geschaffen. Diese Abwässer werden direkt in die zwischen 1988 und 1993 gebaute Kläranlage Wolfsgrün geleitet. Sie hat eine Kapazität von 16.500 Einwohnerwerten. Neben der Stilllegung von Faserplattenfabrik und Kunstlederfabrik, einer Sanierung der Tierproduktionsanlagen, der Reduzierung der Schwefel- und Flugaschebelastung durch andere Heizsysteme als früher haben insbesondere die Abwasserreinigung und -umleitungen zu einer positiven Entwicklung der Wassergüte geführt. Besonders die Herausnahme der Abwasser aus dem Bereich Hundshübel hatte einen positiven Effekt: Obwohl nur mit weniger als einem halben Prozent an der Zuflussmenge beteiligt, machte dieses Wasser mehr als die Hälfte der Phosphorbelastung aus. Nach Inbetriebnahme der Pumpstation reduzierte sie sich in diesem Zuflussbereich fast auf Null.

## Hochwasserschutz

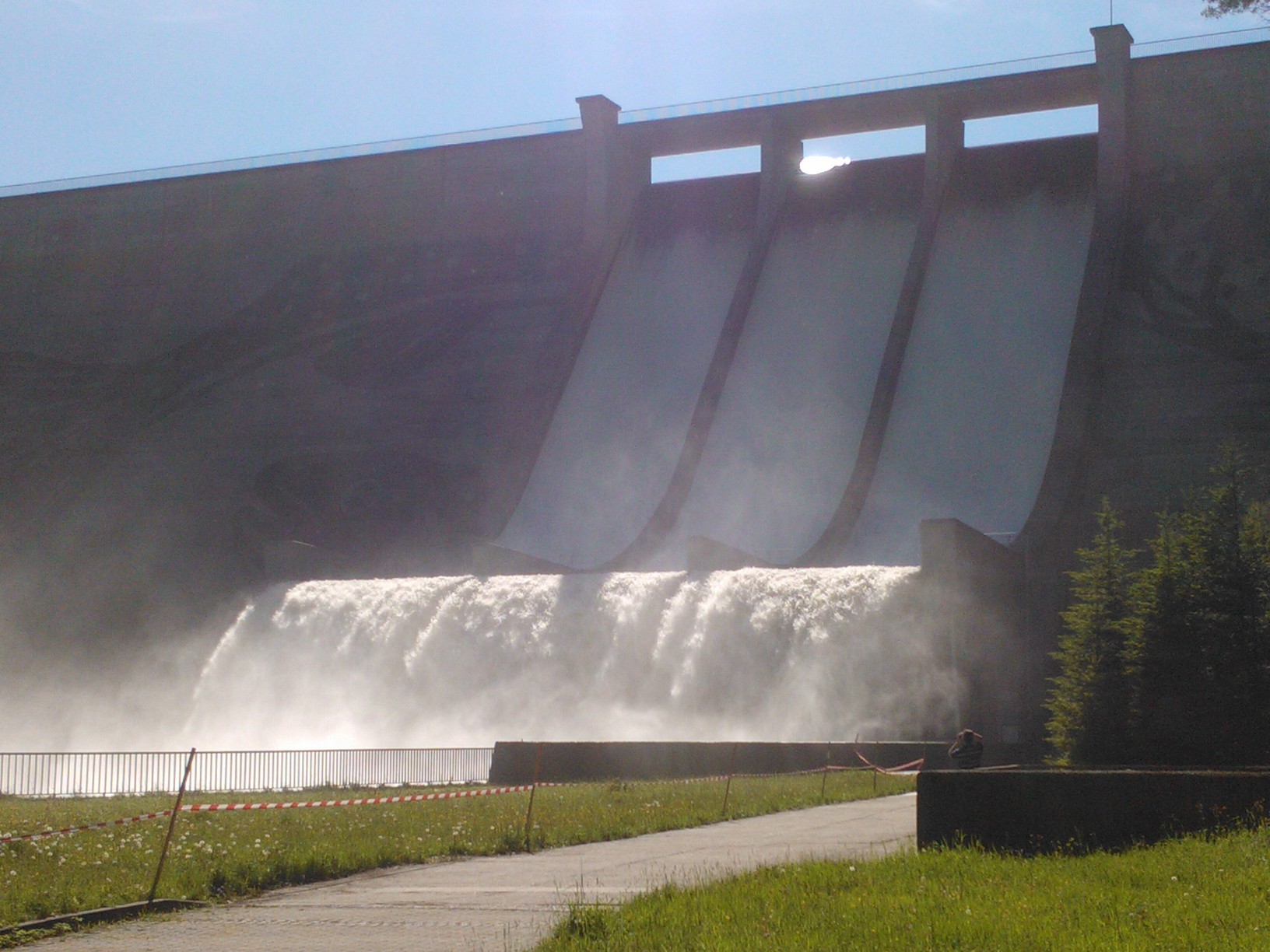
Hochwasser nach Starkregen im Juni 2013: Die Talsperre läuft über

Die nach dem Wegfall von Wasserpreissubventionierungen gestiegenen Wasserpreise und der Rückgang der Industrieproduktion von 1990 an ließen den Wasserkonsum und die Nachfrage nach Brauchwasser deutlich sinken. Die Rohwasserabgabe aus den Talsperren im Mittelerzgebirge, auch der Eibenstocker Talsperre, ging von 1988 auf 2000 um 40 % zurück. Dies ermöglichte es, einen Teil des Stauraumes der Talsperre für den Hochwasserschutz zu reservieren. Nach dem Hochwasser vom August 2002 wurde die Hochwasserreservekapazität der Talsperre Eibenstock um 4,22 Millionen m³ erhöht. Schon beim Hochwasser 2002 senkte die Talsperre den Scheitelabfluss von 180 m³/s auf 55 m³/s. Die Talsperre Eibenstock lief dabei zum ersten Male seit ihrem Probestau während der Inbetriebnahme über. Dies geschah erneut beim Hochwasser 2013.

## Folgen der Talsperre
Für die Talsperre mussten die Bewohner des Ortes Muldenhammer, dessen einstige Flur sich im Flutungsbereich der Talsperre befindet, umgesiedelt werden. Viele von ihnen zogen in Mehrfamilienhäuser, die in Eibenstock neu entstanden. Weiterhin wurde die Chemnitz–Aue–Adorfer Eisenbahn zwischen Wolfsgrün und dem Bahnhof Schönheide Ost in Schönheiderhammer unterbrochen. Der in diesem Streckenteil liegende Tunnel wurde überflutet. Bei niedrigem Wasserstand sind die ehemaligen Portale des Tunnels noch zu sehen. Auch die in Eibenstock unterer Bahnhof abzweigende Strecke nach Eibenstock oberer Bahnhof musste stillgelegt werden. Diese Strecke war einst als Steilstrecke Eibenstock bekannt, da sie die einzige Normalspurbahn in Sachsen war, die eine Steigung von 1:20 zu bewältigen hatte.

## Touristische Aspekte

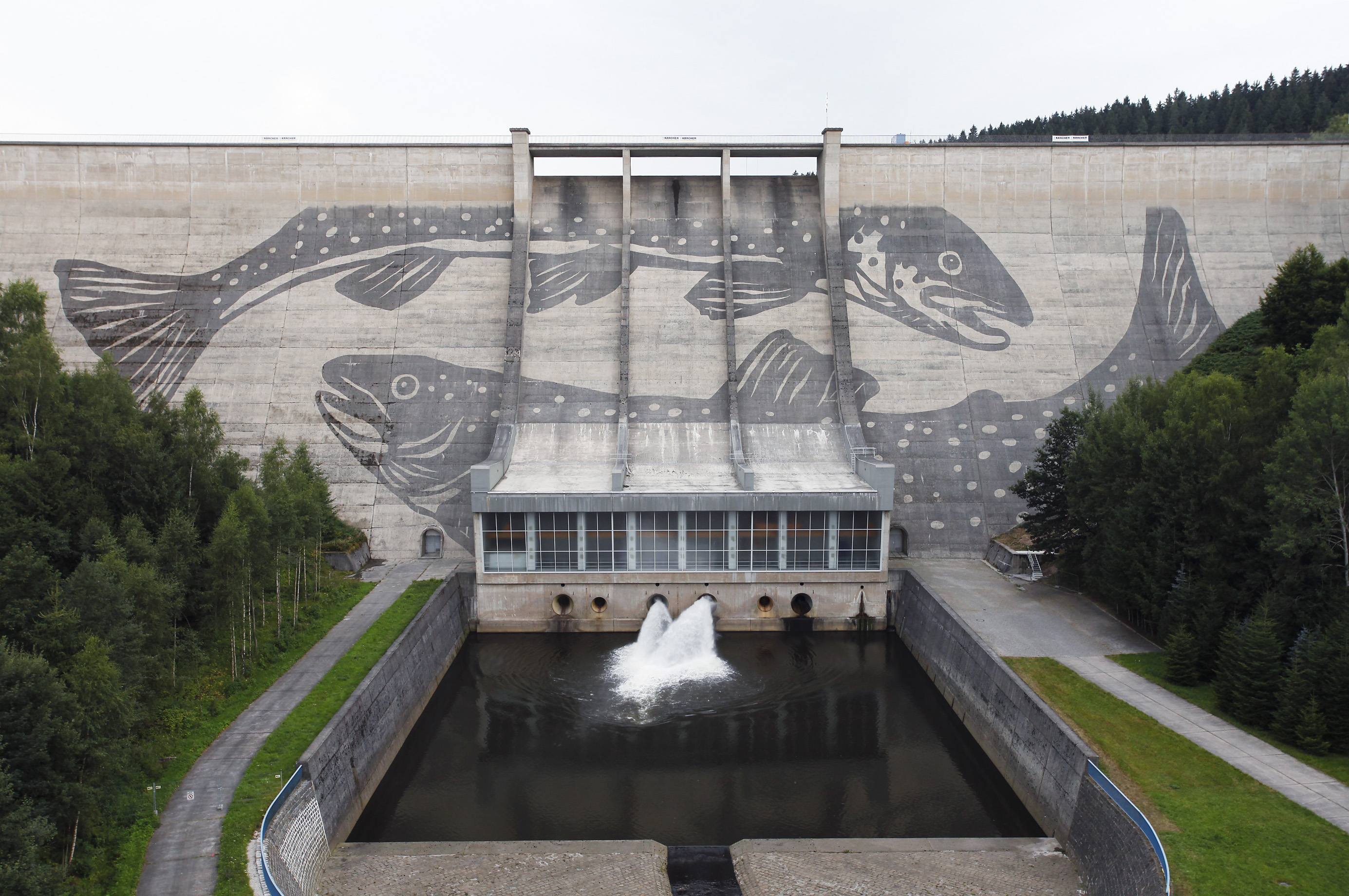
Reverse Graffiti „Fisch-Reich“ an der Staumauer (2012)

Um die Talsperre führt ein markierter Wanderweg. Von einem Aussichtspunkt oberhalb der Staumauer kann man den Stausee überblicken. Von zahlreichen Stellen sind Blicke auf das gestaute Wasser möglich. Die Staumauer in der Nähe von Neidhardtsthal ist seit 2014 für jedermann zugänglich. Im August 2012 kreierte der Künstler Klaus Dauven auf der gesamten Staumauer ein Reverse Graffiti mit dem Titel „Fisch-Reich“. Es zeigt zwei Forellen. Im Jahr 2014 gab die Landestalsperrenverwaltung zusammen mit dem Staatsbetrieb für Geobasisinformation eine Wanderkarte mit Wegen und Informationen rund um die Talsperre Eibenstock heraus, die von der Internetseite der Talsperrenverwaltung heruntergeladen werden kann.